# 塩谷清人
塩谷清人（しおたに きよと、1944年- ）は、日本の英文学者、学習院大学名誉教授。

## 人物・来歴
三重県生まれ。1963年東京大学文学部英文科卒、67年同大学院博士課程中退。三重大学教育学部助手、國學院大學文学部講師、助教授、教授をへて、学習院大学文学部教授、図書館長。2014年定年退職、名誉教授。

## 著書
- 『ジェイン・オースティン入門』北星堂書店,1997.3
- 『十八世紀イギリス小説』北星堂書店,2001.10
- 『ダニエル・デフォーの世界』世界思想社,2011.12
- 『ジョナサン・スウィフトの生涯 自由を愛した男』彩流社, 2016.3

### 共編
- 『ジェイン・オースティンを学ぶ人のために』内田能嗣共編 世界思想社,2007.9
- 『イギリス小説の愉しみ』富山太佳夫共編 音羽書房鶴見書店,2009.6

### 翻訳
- 『トマス・ハーディ全集 9 塔の上の二人』大阪教育図書 2009.6
- マイク・ストーリー, ピーター・チャイルズ編『イギリスの今 文化的アイデンティティ』監訳. 世界思想社, 2013.12

## 論文
- ＜塩谷清人